# Schaatsteam Okay Fashion & Jeans
Schaatsteam Okay Fashion & Jeans is een professionele marathonschaatsploeg die in 2012 voortkwam uit de succesvolle formatie SOS-Kinderdorpen (voorheen Adformatie). Tot 2015 heette de ploeg Primagaz-Telstar Sport. Alleen Frank Vreugdenhil is nog een schaatser uit de vorige ploeg.

## Geschiedenis
Trainer Frans Overdevest boekte met Rob van Meggelen en Lars Hoogenboom voor de Adformatie zeges op buitenlands natuurijs. Sinds 2010 was SOS Kinderdorpen naamgever van de ploeg. Op deze wijze trachtten de sponsoren van de ploeg deze charitatieve organisatie meer naamsbekendheid te geven.
Het eerste seizoen van het schaatsteam Primagaz-Telstar Megastores (2012/2013) was succesvol, met verschillende overwinningen en podiumplaatsen. De hoogte punten van het seizoen waren de 1e en 2e plekken in zowel de Alternatieve Elstedentocht als de KPN Natuurijs Grand Prix Falun Zweden.
De ploeg verwelkomde in seizoen 2013/2014 vier nieuwe schaatsers.
In 2015 werd Okay Fashion & Jeans de nieuwe hoofdsponsor van de ploeg.
In 2020 fuseerde de ploeg met Royal A-ware en ging verder als Royal A-ware/Interfarms onder leiding van Jillert Anema. De fusieploeg was ook op de langebaan actief onder de naam Team Albert Heijn Zaanlander. Ploegleider Peter de Vries, verzorger Bob Stoker, schaatsers Ingmar Berga, Erik Jan Kooiman en Robert Post stapten over naar de nieuwe marathonploeg van Team Jumbo-Visma.
In 2022 sponsorde Okay opnieuw een Topdivisieploeg. Ploegleider Ron Neymann en vertegenwoordiger Edward van Dijk waren jarenlang bij ook de eerste ploeg betrokken.

## Ploegnamen

### Eerste ploeg
- 2013-2014: Primagaz-Telstar Sport
- 2014-2015: Team Husqvarna-Primagaz
- 2015-2016: Okay Fashion & Jeans
- 2016-2017: Okay Fashion & Jeans
- 2017-2018: Okay Fashion & Jeans-Interfarms
- 2018-2019: Okay Fashion & Jeans-Interfarms, en beloftenteam Okay Fashion & Jeans
- 2019-2020: Okay Fashion & Jeans-Interfarms, en beloftenteam Okay Fashion & Jeans
- 2020-2021: voortzetting in fusieploeg Royal A-ware/Interfarms

### Tweede ploeg
- 2020-2021: Or-Quest / Bouw & Techniek, en beloftenteam Bouw & Techniek
- 2021-2022: KPMS-Bouw & Techniek
- 2022-2023: OKAY-KPMS
- 2023-2024: OKAY-Interfarms

## Team

### Seizoen 2013-2014
In seizoen 2013/2014 zag het team er als volgt uit:
| Frank Vreugdenhil            |
| Simon Schouten               |
| Ronald Kruijer               |
| Johan Knol                   |
| Bart Mol                     |
| Sam Boon                     |
| Miel Rozendaal (coach)       |
| Ron Neymann (trainer/ coach) |

### Seizoen 2014-2015
Voor seizoen 2014/2015 verlengde het team de contracten met Vreugdenhil en Schouten:
| Frank Vreugdenhil            |
| Simon Schouten               |
| Johan Knol                   |
| Miel Rozendaal (coach)       |
| Ron Neymann (trainer/ coach) |

### seizoen 2015-2016
In het seizoen 2015-2016 zag het team er als volgt uit:
| Marcel van Ham              |
| Remco Schouten              |
| Leander van der Geest       |
| Timo Verkaaik               |
| Mart Bruggink               |
| Frank Vreugdenhil           |
| Ron Neymann (trainer/coach) |

## Resultaten
| 2012 | 1e Marathoncup Utrecht B                                  |
| 2012 | 1e Marathoncup Groningen B                                |
| 2013 | 1e én 2e Alternatieve Elstedentocht (200 km) Weissensee B |
| 2013 | 1e én 2e KPN Natuurijs Grand Prix Falun Zweden B          |
| 2013 | Eindklassement KPN Driedaagse B                           |